# Einheitliche Regionalwahlen in Japan 2019
Die 19. einheitlichen Regionalwahlen (jap. 第19回統一地方選挙, dai-jūkyu-kai tōitsu chihō senkyo) in Japan zu Verwaltungschefs und Parlamenten der Gebietskörperschaften für vierjährige Amtszeiten fanden am 7. und 21. April 2019 statt. Gleichzeitig wurden Nachwahlen zum Nationalparlament durchgeführt.

## Bedeutung der Wahlen
Für die nationale LDP-Kōmeitō-Regierung von Premierminister Shinzō Abe waren die Wahlen ein Stimmungstest vor der turnusmäßigen Rätehauswahl im Juli, der geplanten Mehrwertsteuererhöhung im Herbst 2019 und der von Abe noch in seiner Amtszeit gewünschten konkreten Erarbeitung eines Verfassungsänderungsvorschlages im Nationalparlament zur Unterbreitung an das Volk, auch wenn viele Präfektur- und Kommunalwahlen von lokalen Themen und Personen bestimmt werden. Die in mehrere Parteien zersplitterte nationale Opposition verhandelte über Kooperationen und gemeinsame Kandidatennominierungen.
In Osaka sind der Gouverneur und der Bürgermeister der Stadt Osaka (beide von der Ishin no Kai) zurückgetreten, um bei gleichzeitigen Neuwahlen ein neues Mandat für den to-Plan zu gewinnen, der von der Ishin no Kai angestrebten Umwandlung der Stadt Osaka in Sonderbezirke der Präfektur (dann -to statt bisher -fu) Osaka. Bei einer ersten Volksabstimmung in der Stadt Osaka im Mai 2015 war ein erster to-Plan knapp gescheitert.

## Wahlen
In den einheitlichen Regionalwahlen 2019 standen zur Wahl:
- in Präfekturen am 7. April
  - die 11 Gouverneure von Hokkaidō, Kanagawa, Fukui, Mie, Osaka, Nara, Tottori, Shimane, Tokushima, Fukuoka und Ōita
  - die 41 Parlamente aller Präfekturen außer Iwate, Miyagi, Fukushima, Ibaraki, Tokio, Okinawa,
- in Gemeinden
  - in designierten Großstädten am 7. April
    - die 6 Bürgermeister von Sapporo (Hokkaidō), Sagamihara (Kanagawa), Shizuoka  (Shizuoka), Hamamatsu (Shizuoka), Osaka (Osaka) und Hiroshima (Hiroshima)
    - die 17 Parlamente aller Großstädte mit Ausnahme von Sendai (Miyagi), Shizuoka (Shizuoka) und Kitakyūshū (Fukuoka),

  - in sonstigen kreisfreien Städten, Sonderbezirken, kreisangehörigen Städten und Dörfern am 21. April
    - über 200 Bürgermeister, darunter über 80 von kreisfreien Städten und elf von Sonderbezirken, und
    - über 600 Parlamente, darunter knapp 300 von kreisfreien Städten und 20 von Sonderbezirken.

Der Anteil der einheitlichen Wahlen an allen Präfektur- und Kommunalwahlen sank damit gegenüber der letzten einheitlichen Wahlen 2015 nur leicht auf 27,27 %. Noch über 80 % aller Präfektur-, Großstadt- und Sonderbezirksparlamentswahlen finden im einheitlichen Zyklus statt, dagegen werden weniger als 11 % der Bürgermeister von kreisfreien Städten (ohne Großstädte) bei den einheitlichen Wahlen gewählt.
Gleichzeitig mit der zweiten Phase der einheitlichen Wahlen am 21. April fanden Nachwahlen zum Nationalparlament statt: zum Abgeordnetenhaus in den Wahlkreisen Osaka 12 und Okinawa 3; im Rätehaus ist zwar ein Sitz von Hyōgo vakant, der aber bei der regulären Wahl im Juli 2019 zur Wahl steht und bis dahin unbesetzt bleibt.

### Amtliche Bekanntmachung
Die amtliche Bekanntmachung (kokuji) [=Wahlkampfbeginn] erfolgte für die Gouverneurswahlen am 21. März, für die Bürgermeisterwahlen in Großstädten am 24. März, für die Parlamentswahlen in Präfekturen und Großstädten am 29. März, für Wahlen in sonstigen kreisfreien Städten und Sonderbezirken am 14. April und für die Wahlen in kreisangehörigen Gemeinden am 16. April.
Für die Abgeordnetenhausnachwahlen erfolgte die amtliche Bekanntmachung am 9. April.

## Kandidaten und Ergebnisse
Bei der Gouverneurswahl in Osaka und der Bürgermeisterwahl in der Stadt Osaka setzten sich die ämtertauschenden Amtsinhaber von der Ishin no Kai durch. Die Gouverneurswahl in Hokkaidō gewann Regierungskandidat Naomichi Suzuki, in Shimane gewann Tatsuya Maruyama. Bei den Gouverneurswahlen in Kanagawa, Mie, Nara, Tottori, Tokushima, Fukuoka und Ōita sind die Amtsinhaber bestätigt worden. In Fukui konnte sich der von der nationalen LDP unterstützte Tatsuji Sugimoto gegen Gouverneur Nishikawa durchsetzen, obwohl dieser neben nationalen Oppositionsparteien auch Teile der LDP Fukui hinter sich hatte.
Bei den Bürgermeisterwahlen in Sapporo, Hamamatsu, Shizuoka und Hiroshima wurden die Amtsinhaber bestätigt, in Sagamihara gewann der ehemalige Nationalabgeordnete Motomura.
Im Präfekturparlament Osaka gewann die Ishin no Kai wieder eine absolute Mehrheit, im Stadtparlament Osaka verpasste sie die absolute Mehrheit knapp, ist aber klar stärkste Partei. Bei den 41 Präfekturparlamentswahlen insgesamt gewann die LDP wie schon 2015 mehr als die Hälfte der Sitze, in 25 Parlamenten eine absolute Mehrheit, in 37 ist sie stärkste Kraft (wobei nur in Osaka eine andere Partei stärker ist, in Nagano, Ehime und Ōita sind es Unabhängige). Die KDP verzeichnete Zugewinne zum Vergleich zu vor der Wahl, die DVP Verluste, zusammen erhielten die beiden Parteien weniger Sitze als die Demokratische Partei vor vier Jahren. Auch die KPJ verlor einige Sitze und ist in Aichi nicht mehr vertreten. Die Ishin no Kai gewann nicht nur in Osaka hinzu, sie konnte auch in einigen anderen Präfekturen zusätzliche Sitze erringen. Die Kōmeitō verpasste knapp ihr Wahlziel, alle 339 nominierten Kandidaten für Präfektur- und Großstadtparlamente zu Wahlsiegern zu machen, da bei den Stadtparlamentswahlen in Osaka und Kyōto jeweils ein Kōmeitō-Kandidat verlor. Die Wahlbeteiligung erreichte bei 33 Präfekturparlamentswahlen ein Rekordtief.
Die LDP verlor nach Angaben der NHK beide Unterhausnachwahlen: In Osaka setzte sich Ishin-Kandidat Fumitake Fujita durch, in Okinawa Tomohiro Yara, der Anti-US-Stützpunkt-Einheitsfrontkandidat der linken Opposition.

### Gouverneurswahlen
Gouverneurswahlkandidaten und -ergebnisse im Einzelnen:
| Kandidat                | Hintergrund                     | Alter                   | Unterstützer            | Stimmen   | Anteil   |
| ----------------------- | ------------------------------- | ----------------------- | ----------------------- | --------- | -------- |
| Naomichi Suzuki         | Bürgermeister der Stadt Yūbari  | 38                      | LDP, Kōmeitō, Daichi    | 1.621.171 | 62,7 %   |
| Tomohiro Ishikawa       | Mitglied des Abgeordnetenhauses | 45                      | KDP, DVP, KPJ, LP, SDP  | 963.942   | 37,3 %   |
| Summe                   | Summe                           | Summe                   | Summe                   | 2.585.113 | 100,00 % |
| Ungültige Stimmen u. ä. | Ungültige Stimmen u. ä.         | Ungültige Stimmen u. ä. | Ungültige Stimmen u. ä. | 25.409    | 1,1 %    |
| Wahlbeteiligung         | Wahlbeteiligung                 | Wahlbeteiligung         | Wahlbeteiligung         | 2.613.522 | 58,3 %   |

| Kandidat                | Hintergrund                            | Alter                   | Unterstützer            | Stimmen   | Anteil   |
| ----------------------- | -------------------------------------- | ----------------------- | ----------------------- | --------- | -------- |
| Yūji Kuroiwa            | Gouverneur seit 2011, Fernsehmoderator | 64                      | LDP, DVP, Kōmeitō       | 2.251.289 | 76,3 %   |
| Makiko Kishi            | Vorsitzende einer Bürgerbewegung       | 62                      | KPJ                     | 700.091   | 23,7 %   |
| Summe                   | Summe                                  | Summe                   | Summe                   | 2.951.380 | 100,00 % |
| Ungültige Stimmen u. ä. | Ungültige Stimmen u. ä.                | Ungültige Stimmen u. ä. | Ungültige Stimmen u. ä. | 89.095    | 2,9 %    |
| Wahlbeteiligung         | Wahlbeteiligung                        | Wahlbeteiligung         | Wahlbeteiligung         | 3.040.475 | 40,7 %   |

| Kandidat                | Hintergrund                              | Alter                   | Unterstützer                              | Stimmen | Anteil   |
| ----------------------- | ---------------------------------------- | ----------------------- | ----------------------------------------- | ------- | -------- |
| Tatsuji Sugimoto        | Vizegouverneur                           | 56                      | LDP (national), Ishin Fukui               | 220.774 | 59,3 %   |
| Issei Nishikawa         | Gouverneur seit 2003, Kokudo-chō-Beamter | 74                      | KDP Fukui, DVP Fukui, Teile der LDP Fukui | 131.098 | 35,2 %   |
| Yukie Kanemoto          | Generalsekretärin der KPJ Fukui          | 61                      | KPJ                                       | 20.462  | 5,5 %    |
| Summe                   | Summe                                    | Summe                   | Summe                                     | 372.334 | 100,00 % |
| Ungültige Stimmen u. ä. | Ungültige Stimmen u. ä.                  | Ungültige Stimmen u. ä. | Ungültige Stimmen u. ä.                   | 2.474   | 0,7 %    |
| Wahlbeteiligung         | Wahlbeteiligung                          | Wahlbeteiligung         | Wahlbeteiligung                           | 374.808 | 58,4 %   |

| Kandidat                | Hintergrund                              | Alter           | Unterstützer              | Stimmen | Anteil   |
| ----------------------- | ---------------------------------------- | --------------- | ------------------------- | ------- | -------- |
| Eikei Suzuki            | Gouverneur seit 2011, MITI-Beamter       | 44              | LDP, Kōmeitō, Shinsei Mie | 615.281 | 89,7 %   |
| Kanako Suzuki           | Abgeordnete im Stadtparlament von Tamaki | 79              | KPJ                       | 70.657  | 10,3 %   |
| Summe                   | Summe                                    | Summe           | Summe                     | 685.938 | 100,00 % |
| Ungültige Stimmen u. ä. |                                          |                 |                           |         |          |
| Wahlbeteiligung         | Wahlbeteiligung                          | Wahlbeteiligung | Wahlbeteiligung           |         | 46,7 %   |

| Kandidat                | Hintergrund                   | Alter                   | Partei (Unterstützer)   | Stimmen   | Anteil   |
| ----------------------- | ----------------------------- | ----------------------- | ----------------------- | --------- | -------- |
| Hirofumi Yoshimura      | Bürgermeister der Stadt Osaka | 43                      | Ishin                   | 2.266.103 | 64,4 %   |
| Tadakazu Konishi        | Vizegouverneur                | 64                      | – (LDP, DVP, Kōmeitō)   | 1.254.200 | 35,6 %   |
| Summe                   | Summe                         | Summe                   | Summe                   | 3.520.303 | 100,00 % |
| Ungültige Stimmen u. ä. | Ungültige Stimmen u. ä.       | Ungültige Stimmen u. ä. | Ungültige Stimmen u. ä. | 49.604    | 1,4 %    |
| Wahlbeteiligung         | Wahlbeteiligung               | Wahlbeteiligung         | Wahlbeteiligung         | 3.569.907 | 49,5 %   |

| Kandidat                                                                      | Hintergrund                                                                   | Alter                                                                         | Unterstützer                                                                  | Stimmen | Anteil   |
| ----------------------------------------------------------------------------- | ----------------------------------------------------------------------------- | ----------------------------------------------------------------------------- | ----------------------------------------------------------------------------- | ------- | -------- |
| Shōgo Arai                                                                    | Gouverneur seit 2007, Mitglied des Rätehauses                                 | 74                                                                            | LDP, DVP, Kōmeitō                                                             | 256.451 | 47,5 %   |
| Kiyoshige Maekawa                                                             | Mitglied des Rätehauses, Staatssekretär im Kabinettsamt                       | 56                                                                            |                                                                               | 174.277 | 32,3 %   |
| Minoru Kawashima                                                              | Arzt                                                                          | 44                                                                            |                                                                               | 108.701 | 20,2 %   |
| Summe                                                                         | Summe                                                                         | Summe                                                                         | Summe                                                                         | 539.429 | 100,00 % |
| Ungültige Stimmen (für einen nicht kandidierenden gestimmt)                   | Ungültige Stimmen (für einen nicht kandidierenden gestimmt)                   | Ungültige Stimmen (für einen nicht kandidierenden gestimmt)                   | Ungültige Stimmen (für einen nicht kandidierenden gestimmt)                   | 1.834   | 2,25 %   |
| Ungültige Stimmen (für mehrere Kandidaten gestimmt)                           | Ungültige Stimmen (für mehrere Kandidaten gestimmt)                           | Ungültige Stimmen (für mehrere Kandidaten gestimmt)                           | Ungültige Stimmen (für mehrere Kandidaten gestimmt)                           | 74      | 2,25 %   |
| Ungültige Stimmen (zusätzliche Beschriftungen)                                | Ungültige Stimmen (zusätzliche Beschriftungen)                                | Ungültige Stimmen (zusätzliche Beschriftungen)                                | Ungültige Stimmen (zusätzliche Beschriftungen)                                | 126     | 2,25 %   |
| Ungültige Stimmen (nicht eindeutig lesbar)                                    | Ungültige Stimmen (nicht eindeutig lesbar)                                    | Ungültige Stimmen (nicht eindeutig lesbar)                                    | Ungültige Stimmen (nicht eindeutig lesbar)                                    | 234     | 2,25 %   |
| Ungültige Stimmen (leere Stimmzettel)                                         | Ungültige Stimmen (leere Stimmzettel)                                         | Ungültige Stimmen (leere Stimmzettel)                                         | Ungültige Stimmen (leere Stimmzettel)                                         | 6.608   | 2,25 %   |
| Ungültige Stimmen (nur verschiedenes [aber keinen Kandidaten] aufgeschrieben) | Ungültige Stimmen (nur verschiedenes [aber keinen Kandidaten] aufgeschrieben) | Ungültige Stimmen (nur verschiedenes [aber keinen Kandidaten] aufgeschrieben) | Ungültige Stimmen (nur verschiedenes [aber keinen Kandidaten] aufgeschrieben) | 1.894   | 2,25 %   |
| Ungültige Stimmen (nur Markierungen/Symbole aufgemalt)                        | Ungültige Stimmen (nur Markierungen/Symbole aufgemalt)                        | Ungültige Stimmen (nur Markierungen/Symbole aufgemalt)                        | Ungültige Stimmen (nur Markierungen/Symbole aufgemalt)                        | 1.628   | 2,25 %   |
| Nach Hause mitgenommene Stimmzettel u. ä.                                     | Nach Hause mitgenommene Stimmzettel u. ä.                                     | Nach Hause mitgenommene Stimmzettel u. ä.                                     | Nach Hause mitgenommene Stimmzettel u. ä.                                     | 7       |          |
| Wahlbeteiligung                                                               | Wahlbeteiligung                                                               | Wahlbeteiligung                                                               | Wahlbeteiligung                                                               | 551.834 | 48,5 %   |

| Kandidat                       | Hintergrund                          | Alter                          | Unterstützer                   | Stimmen | Anteil   |
| ------------------------------ | ------------------------------------ | ------------------------------ | ------------------------------ | ------- | -------- |
| Shinji Hirai                   | Gouverneur seit 2007, Vizegouverneur | 57                             | LDP, KDP, DVP, Kōmeitō         | 225.883 | 92,3 %   |
| Hideyuki Fukuzumi              | Vorstandsmitglied der KPJ Tottori    | 43                             | KPJ                            | 14.056  | 5,7 %    |
| Hiroshi Inoue                  | Handelsbüroleiter                    | 70                             |                                | 4.905   | 2,0 %    |
| Summe                          | Summe                                | Summe                          | Summe                          | 244.844 | 100,00 % |
| Ungültige Stimmen              | Ungültige Stimmen                    | Ungültige Stimmen              | Ungültige Stimmen              | 3.180   | 1,3 %    |
| Mitgenommene Stimmzettel u. a. | Mitgenommene Stimmzettel u. a.       | Mitgenommene Stimmzettel u. a. | Mitgenommene Stimmzettel u. a. | 4       |          |
| Wahlbeteiligung                | Wahlbeteiligung                      | Wahlbeteiligung                | Wahlbeteiligung                | 248.028 | 53,1 %   |

| Kandidat                | Hintergrund                                                             | Alter                   | Unterstützer                       | Stimmen | Anteil   |
| ----------------------- | ----------------------------------------------------------------------- | ----------------------- | ---------------------------------- | ------- | -------- |
| Tatsuya Maruyama        | Sōmushō-Beamter, Abteilungsleiter in der Katastrophenschutzbehörde      | 49                      | Teile der LDP Shimane              | 150.338 | 43,6 %   |
| Seiji Ōba               | Sōmushō-Beamter, stellvertretender Leiter der Katastrophenschutzbehörde | 59                      | LDP (national)                     | 120.276 | 34,9 %   |
| Jirō Shimada            | Bürgermeister der Stadt Yasugi                                          | 65                      | Zahnärzteverband Shimane (LDP-nah) | 40.694  | 11,8 %   |
| Yasuko Yamasaki         | Vizepräsidentin einer KPJ-nahen Bewegung                                | 57                      | KPJ                                | 33.699  | 9,8 %    |
| Summe                   | Summe                                                                   | Summe                   | Summe                              | 345.007 | 100,00 % |
| Ungültige Stimmen u. ä. | Ungültige Stimmen u. ä.                                                 | Ungültige Stimmen u. ä. | Ungültige Stimmen u. ä.            | 5.024   | 1,4 %    |
| Wahlbeteiligung         | Wahlbeteiligung                                                         | Wahlbeteiligung         | Wahlbeteiligung                    | 350.031 | 62,0 %   |

| Kandidat                | Hintergrund                                          | Alter                   | Unterstützer            | Stimmen | Anteil   |
| ----------------------- | ---------------------------------------------------- | ----------------------- | ----------------------- | ------- | -------- |
| Kamon Iizumi            | Gouverneur seit 2003, Leiter des Präfekturumweltamts | 58                      | LDP, Kōmeitō            | 158.972 | 53,0 %   |
| Taiji Kishimoto         | LDP-Abgeordneter im Präfekturparlament               | 61                      |                         | 122.779 | 40,9 %   |
| Atsushi Amou            | KPJ-Funktionär                                       | 68                      | KPJ                     | 18.332  | 6,1 %    |
| Summe                   | Summe                                                | Summe                   | Summe                   | 300.083 | 100,00 % |
| Ungültige Stimmen u. ä. | Ungültige Stimmen u. ä.                              | Ungültige Stimmen u. ä. | Ungültige Stimmen u. ä. | 3.820   | 1,3 %    |
| Wahlbeteiligung         | Wahlbeteiligung                                      | Wahlbeteiligung         | Wahlbeteiligung         | 303.903 | 48,3 %   |

| Kandidat                | Hintergrund                                             | Alter                   | Unterstützer                                 | Stimmen   | Anteil   |
| ----------------------- | ------------------------------------------------------- | ----------------------- | -------------------------------------------- | --------- | -------- |
| Hiroshi Ogawa           | Gouverneur seit 2011, Leiter des PR-Büros des Kabinetts | 69                      | einige nationale LDP-Abgeordnete aus Fukuoka | 1.293.648 | 73,6 %   |
| Kazuhisa Takeuchi       | Beamter im Sozial- und Arbeitsministerium               | 47                      | LDP (offiziell)                              | 345.085   | 19,6 %   |
| Kiyoshi Shinoda         | Vizevorsitzender KPJ Fukuoka                            | 70                      | KPJ                                          | 119.871   | 6,8 %    |
| Summe                   | Summe                                                   | Summe                   | Summe                                        | 1.758.604 | 100,00 % |
| Ungültige Stimmen u. ä. | Ungültige Stimmen u. ä.                                 | Ungültige Stimmen u. ä. | Ungültige Stimmen u. ä.                      | 27.221    | 1,5 %    |
| Wahlbeteiligung         | Wahlbeteiligung                                         | Wahlbeteiligung         | Wahlbeteiligung                              | 1.785.825 | 42,7 %   |

| Kandidat                | Hintergrund                               | Alter                   | Unterstützer            | Stimmen | Anteil   |
| ----------------------- | ----------------------------------------- | ----------------------- | ----------------------- | ------- | -------- |
| Katsusada Hirose        | Gouverneur seit 2003, METI-Staatssekretär | 76                      | LDP, Kōmeitō            | 360.246 | 80,7 %   |
| Kai Yamashita           | Generalsekretär KPJ Ōita                  | 42                      | KPJ                     | 66.502  | 14,9 %   |
| Yoshiko Shutō           | beschäftigungslos                         | 52                      |                         | 19.701  | 4,4 %    |
| Summe                   | Summe                                     | Summe                   | Summe                   | 446.449 | 100,00 % |
| Ungültige Stimmen u. ä. | Ungültige Stimmen u. ä.                   | Ungültige Stimmen u. ä. | Ungültige Stimmen u. ä. | 7.917   | 1,7 %    |
| Wahlbeteiligung         | Wahlbeteiligung                           | Wahlbeteiligung         | Wahlbeteiligung         | 454.366 | 47,4 %   |

### Bürgermeisterwahlen in designierten Großstädten
Ergebnisse der Bürgermeisterwahlen in Großstädten:
| Kandidat                | Hintergrund                                | Alter                   | Unterstützer                        | Stimmen | Anteil   |
| ----------------------- | ------------------------------------------ | ----------------------- | ----------------------------------- | ------- | -------- |
| Katsuhiro Akimoto       | Bürgermeister seit 2015, Vizebürgermeister | 63                      | KDP, DVP, Daichi, LDP, Kōmeitō, SDP | 634.365 | 70,6 %   |
| Tatsuo Watanabe         | Anwalt                                     | 54                      | KPJ                                 | 264.008 | 29,4 %   |
| Summe                   | Summe                                      | Summe                   | Summe                               | 898.373 | 100,00 % |
| Ungültige Stimmen u. ä. | Ungültige Stimmen u. ä.                    | Ungültige Stimmen u. ä. | Ungültige Stimmen u. ä.             | 31.157  | 3,3 %    |
| Wahlbeteiligung         | Wahlbeteiligung                            | Wahlbeteiligung         | Wahlbeteiligung                     | 929.530 | 56,3 %   |

| Kandidat                | Hintergrund                                              | Alter                   | Unterstützer            | Stimmen | Anteil   |
| ----------------------- | -------------------------------------------------------- | ----------------------- | ----------------------- | ------- | -------- |
| Kentarō Motomura        | Mitglied des Abgeordnetenhauses (Kanagawa 14, Süd-Kantō) | 48                      |                         | 132.186 | 46,7 %   |
| Toshio Kayama           | Bürgermeister seit 2007, Vizebürgermeister               | 74                      |                         | 74.456  | 26,3 %   |
| Yūichirō Miyazaki       | Mitglied des Stadtparlaments                             | 52                      |                         | 40.467  | 14,3 %   |
| Daijirō Yagi            | Mitglied des Präfekturparlaments Kanagawa                | 55                      |                         | 35.753  | 12,6 %   |
| Summe                   | Summe                                                    | Summe                   | Summe                   | 282.862 | 100,00 % |
| Ungültige Stimmen u. ä. | Ungültige Stimmen u. ä.                                  | Ungültige Stimmen u. ä. | Ungültige Stimmen u. ä. | 6.306   | 2,2 %    |
| Wahlbeteiligung         | Wahlbeteiligung                                          | Wahlbeteiligung         | Wahlbeteiligung         | 289.168 | 48,9 %   |

| Kandidat                       | Hintergrund                                                                                   | Alter                          | Unterstützer                   | Stimmen | Anteil   |
| ------------------------------ | --------------------------------------------------------------------------------------------- | ------------------------------ | ------------------------------ | ------- | -------- |
| Nobuhiro Tanabe                | Bürgermeister seit 2011, Abgeordneter im Präfekturparlament Shizuoka                          | 57                             | LDP                            | 138.454 | 49,6 %   |
| Shingo Amano                   | 1987–1994 Bürgermeister der alten Stadt Shizuoka                                              | 77                             |                                | 107.407 | 38,5 %   |
| Katsushi Hayashi               | Mitarbeiter eines Instituts des (KPJ-nahen) Präfekturgewerkschaftsbundes Shizuoka Jichi Rōren | 63                             | KPJ                            | 33.322  | 11,9 %   |
| Summe                          | Summe                                                                                         | Summe                          | Summe                          | 279.183 | 100,00 % |
| Ungültige Stimmen              | Ungültige Stimmen                                                                             | Ungültige Stimmen              | Ungültige Stimmen              | 5.958   | 2,1 %    |
| Mitgenommene Stimmzettel u. a. | Mitgenommene Stimmzettel u. a.                                                                | Mitgenommene Stimmzettel u. a. | Mitgenommene Stimmzettel u. a. | −1 + 2  |          |
| Wahlbeteiligung                | Wahlbeteiligung                                                                               | Wahlbeteiligung                | Wahlbeteiligung                | 285.142 | 48,8 %   |

| Kandidat                       | Hintergrund                                                           | Alter                          | Unterstützer                   | Stimmen | Anteil   |
| ------------------------------ | --------------------------------------------------------------------- | ------------------------------ | ------------------------------ | ------- | -------- |
| Yasutomo Suzuki                | Bürgermeister seit 2007, Mitglied des Abgeordnetenhauses (Shizuoka 8) | 61                             |                                | 195.728 | 55,1 %   |
| Ryōtarō Yamamoto               | Mitglied des Stadtparlaments                                          | 32                             | LDP-Präfekturverband Shizuoka  | 134.611 | 37,9 %   |
| Masaji Nozawa                  | Mitglied einer Bürgerbewegung                                         | 69                             | KPJ                            | 25.195  | 7,1 %    |
| Summe                          | Summe                                                                 | Summe                          | Summe                          | 355.534 | 100,00 % |
| Ungültige Stimmen              | Ungültige Stimmen                                                     | Ungültige Stimmen              | Ungültige Stimmen              | 5.617   | 1,6 %    |
| Mitgenommene Stimmzettel u. a. | Mitgenommene Stimmzettel u. a.                                        | Mitgenommene Stimmzettel u. a. | Mitgenommene Stimmzettel u. a. | −2 + 4  |          |
| Wahlbeteiligung                | Wahlbeteiligung                                                       | Wahlbeteiligung                | Wahlbeteiligung                | 361.153 | 55,8 %   |

| Kandidat                | Hintergrund                    | Alter                   | Partei (Unterstützer)   | Stimmen   | Anteil   |
| ----------------------- | ------------------------------ | ----------------------- | ----------------------- | --------- | -------- |
| Ichirō Matsui           | Gouverneur der Präfektur Osaka | 55                      | Ishin                   | 660.819   | 58,1 %   |
| Akira Yanagimoto        | Mitglied des Stadtparlaments   | 45                      | – (LDP, Kōmeitō, DVP)   | 476.351   | 41,9 %   |
| Summe                   | Summe                          | Summe                   | Summe                   | 1.137.170 | 100,00 % |
| Ungültige Stimmen u. ä. | Ungültige Stimmen u. ä.        | Ungültige Stimmen u. ä. | Ungültige Stimmen u. ä. | 16.982    | 1,5 %    |
| Wahlbeteiligung         | Wahlbeteiligung                | Wahlbeteiligung         | Wahlbeteiligung         | 1.154.152 | 52,7 %   |

| Kandidat                | Hintergrund                                                                              | Alter           | Unterstützer      | Stimmen | Anteil   |
| ----------------------- | ---------------------------------------------------------------------------------------- | --------------- | ----------------- | ------- | -------- |
| Kazumi Matsui           | Bürgermeister seit 2011, MHLW-Beamter                                                    | 66              | LDP, DVP, Kōmeitō | 295.038 | 85,4 %   |
| Kazuyuki Senkō          | Leiter des „gemeinschaftlichen Zentrums Hiroshima zum Schutz von Verfassung und Frieden“ | 67              | KPJ               | 27.876  | 8,1 %    |
| Kazuhiro Kaneko         | Consulting-                                                                              | 51              |                   | 22.365  | 6,5 %    |
| Summe                   | Summe                                                                                    | Summe           | Summe             | 345.279 | 100,00 % |
| Ungültige Stimmen u. ä. |                                                                                          |                 |                   |         |          |
| Wahlbeteiligung         | Wahlbeteiligung                                                                          | Wahlbeteiligung | Wahlbeteiligung   |         | 36,6 %   |

### Präfekturparlamentswahlen
Für die 2277 Sitze in den 41 zur Wahl stehenden Präfekturparlamenten bewarben sich insgesamt 3062 Kandidaten, davon nach Partei: LDP 1302, KDP 177, DVP 113, Kōmeitō 166, KPJ 246, Nippon & Ōsaka Ishin 83, LP 1, Kibō 4, SDP 25, Sonstige 46, Unabhängige 902. Unter den Präfekturparlamentskandidaten waren 389 Frauen, mehr als je zuvor. Bei der KPJ betrug der Anteil weiblicher Kandidaten 46 %, bei der KDP 26 %, bei der DVP 12 %, bei der Kōmeitō 8 %, bei Nippon/Ōsaka Ishin 7 %, bei der LDP 4 %; 127 Frauen kandidierten als Unabhängige, das entspricht 14 % aller Unabhängigen. Die geringe Zahl von Kandidaten vor allem, aber nicht mehr nur in ländlichen Gebieten führte dazu, dass die Zahl der ohne Abstimmung feststehenden Wahlsieger (mutōhyō tōsen) ein Rekordhoch erreichte: In 371 der insgesamt 945 Wahlkreise (39 %) landesweit ist das der Fall, 612 Abgeordnete standen damit schon zu Wahlbeginn fest. In Gifu standen 48 % der Abgeordneten ohne Abstimmung fest, auch in Kagawa, Hiroshima und Kumamoto waren es über 40 %.
Zusammen gewannen die Parteien bei den 41 Präfekturparlamentswahlen folgende Sitzzahlen: LDP 1158, Kōmeitō 166, KDP 118, KPJ 99, DVP 83, Nippon (inkl. Ōsaka) Ishin 67, SDP 22, Sonstige 28, Unabhängige 536.

### Parlamentswahlen in designierten Großstädten
Auch bei den 17 Wahlen in Großstädten ist die Zahl der Kandidaten gesunken: Für 1012 Sitze bewarben sich 2019 1396 Kandidaten.
Im aggregierten Gesamtergebnis der 17 Großstadtwahlen gewannen die Parteien: LDP 327 Sitze, Kōmeitō 171, KPJ 115, KDP 99, DVP 33, Nippon (ohne Ōsaka) Ishin 16, SDP 4, Sonstige (inkl. Ōsaka Ishin) 91, Unabhängige 156.

### Nachwahlen zum Nationalparlament
Bei den Nachwahlen zum Abgeordnetenhaus kandidierten (nominierende – unterstützende Parteien in Klammern):
| Kandidat                | Hintergrund                                 | Alter                   | Partei (Unterstützer)                                              | Stimmen | Anteil   |
| ----------------------- | ------------------------------------------- | ----------------------- | ------------------------------------------------------------------ | ------- | -------- |
| Fumitake Fujita         | Vorstandsmitglied eines Sportunternehmens   | 38                      | Ishin                                                              | 60.341  | 38,5 %   |
| Shinpei Kitakawa        | Neffe des Verstorbenen                      | 32                      | LDP (Kōmeitō)                                                      | 47.025  | 30,0 %   |
| Shinji Tarutoko         | Mitglied des Abgeordnetenhauses (Kinki)     | 59                      | parteilos                                                          | 40.467  | 22,6 %   |
| Takeshi Miyamoto        | KPJ-Mitglied des Abgeordnetenhauses (Kinki) | 59                      | KPJ (ohne Parteinominierung – KPJ, LP, SDP-Präfekturverband Osaka) | 14.027  | 8,9 %    |
| Summe                   | Summe                                       | Summe                   | Summe                                                              | 156.751 | 100,00 % |
| Ungültige Stimmen u. ä. | Ungültige Stimmen u. ä.                     | Ungültige Stimmen u. ä. | Ungültige Stimmen u. ä.                                            | 4.338   | 2,7 %    |
| Wahlbeteiligung         | Wahlbeteiligung                             | Wahlbeteiligung         | Wahlbeteiligung                                                    | 161.089 | 47,0 %   |

| Kandidat                | Hintergrund             | Alter                   | Partei (Unterstützer)                                          | Stimmen | Anteil   |
| ----------------------- | ----------------------- | ----------------------- | -------------------------------------------------------------- | ------- | -------- |
| Tomohiro Yara           | Journalist              | 56                      | LP (ohne Parteinominierung – KDP, DVP, KPJ, LP, SDP, Shadaitō) | 77.156  | 56,5 %   |
| Aiko Shimajiri          | Mitglied des Rätehauses | 54                      | LDP (Kōmeitō, Ishin-Präfekturverband Okinawa)                  | 59.428  | 43,5 %   |
| Summe                   | Summe                   | Summe                   | Summe                                                          | 136.584 | 100,00 % |
| Ungültige Stimmen u. ä. | Ungültige Stimmen u. ä. | Ungültige Stimmen u. ä. | Ungültige Stimmen u. ä.                                        | 1.424   | 1,0 %    |
| Wahlbeteiligung         | Wahlbeteiligung         | Wahlbeteiligung         | Wahlbeteiligung                                                | 138.008 | 43,99 %  |